# Dom von Perugia

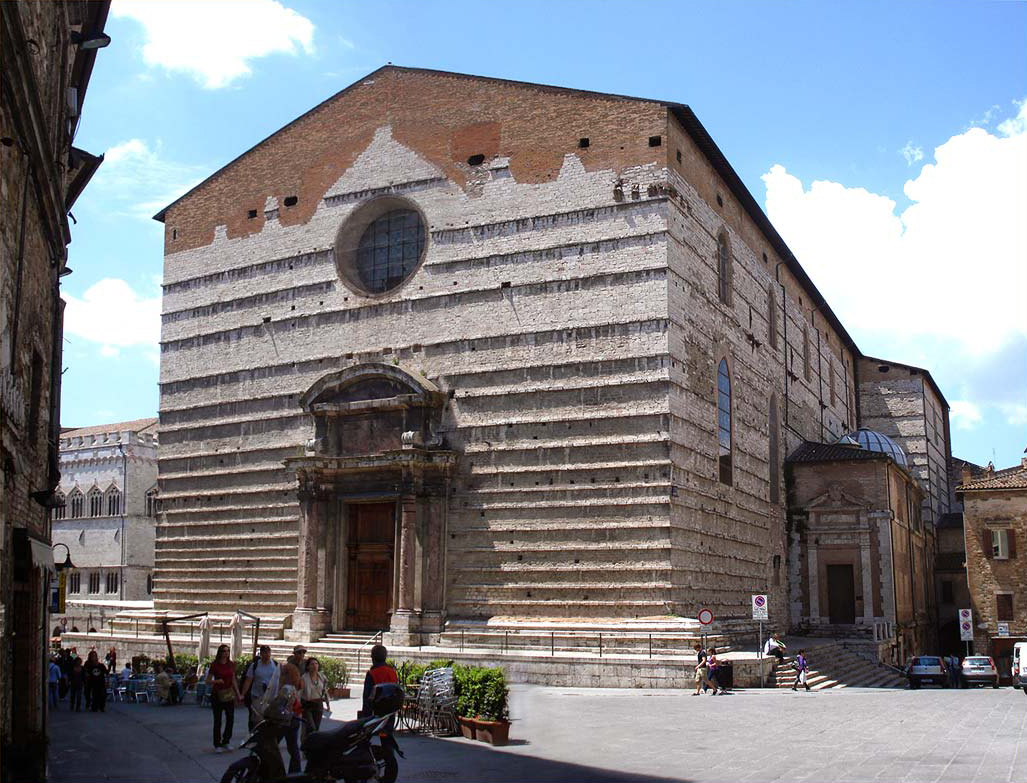
Dom von Perugia

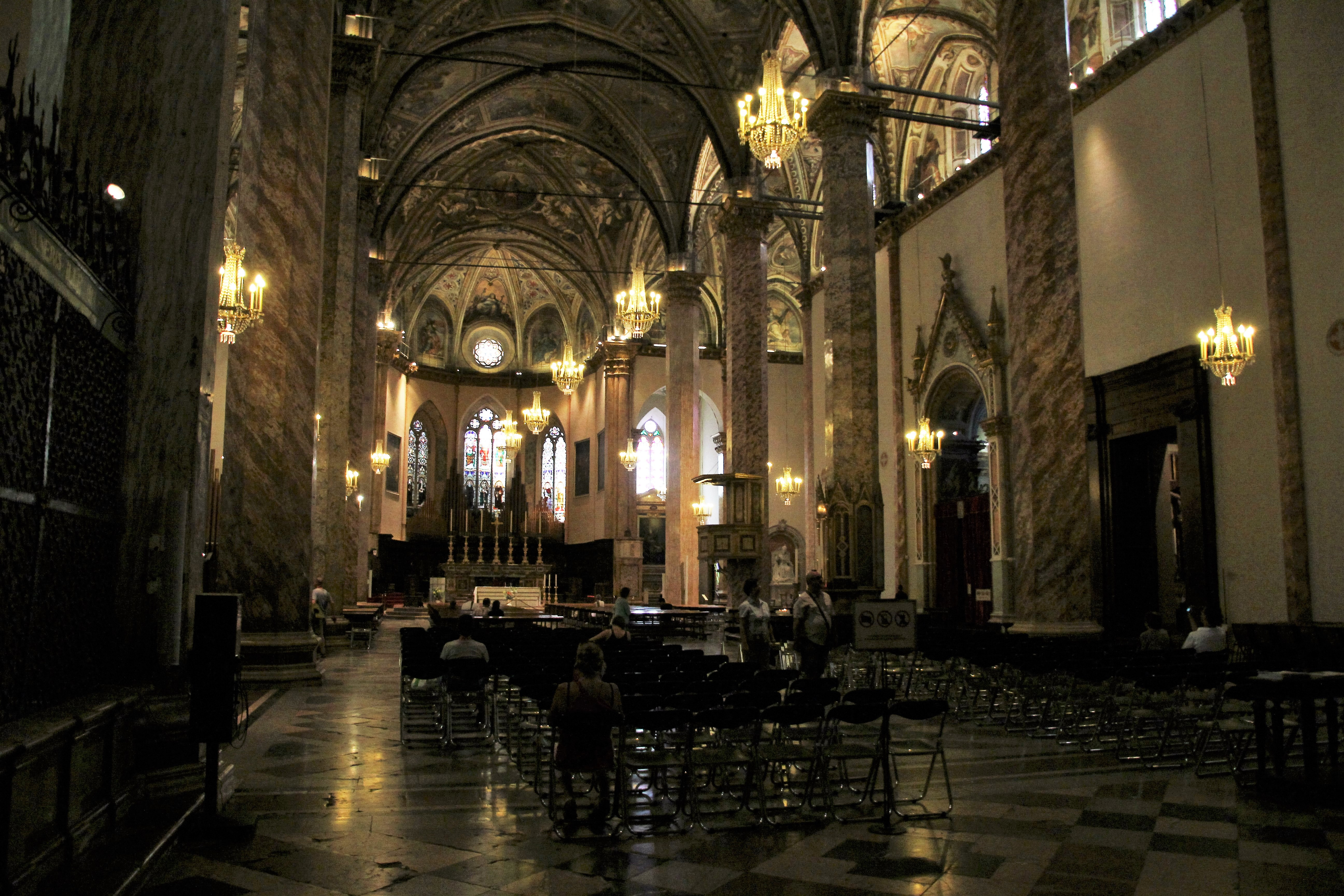
Inneres

Der dem heiligen Laurentius (San Lorenzo) gewidmete Dom von Perugia im historischen Zentrum der umbrischen Provinzhauptstadt Perugia ist die Kathedrale des römisch-katholischen Erzbistums Perugia-Città della Pieve. Seine Außen- und Innengestalt ist das Ergebnis einer Bau- und Umformungsgeschichte vom 12. bis zum 19. Jahrhundert.

## Geschichte
Das Bistum Perugia führt seinen Ursprung auf das 2. Jahrhundert zurück. Die ältesten Bauspuren des heutigen Doms aus dem 9. bis 12. Jahrhundert treten im heutigen Bau nicht in Erscheinung. Den bereits um 1300 geplanten Bau begann man erst 1345 auszuführen, 1490, als man andernorts in Italien längst im Sinne der Renaissance baute, wurde er in seiner gotischen Gestalt vollendet. Das 16. Jahrhundert fügte Portale und kleinere Anbauten hinzu, 1606 wurde der Campanile aufgeführt. Die rohen Außenwände zeigen sich bis heute unvollendet. Die Fassade wendet sich der Piazza Danti zu, der Chor ist nach Westen orientiert.
Zum Dom gehört der umfangreiche Komplex der Kapitels- und Seminargebäude. Perugia war Schauplatz der Konklaven von 1216, 1265, 1285, 1294 und 1305. Die Päpste Innozenz III., Urban IV. und Martin IV. starben in Perugia und wurden im Dom beigesetzt; Innozenz und Urban wurden später nach Rom bzw. nach Troyes umgebettet. Von Julius III., der vor seiner Papstwahl u. a. päpstlicher Legat und Gouverneur von Perugia war, schuf Vincenzo Danti 1555 die Bronzestatue am Dom.

## Architektur
Der im Kern gotische Bau hat die Form einer dreischiffigen Hallenkirche  mit Querhaus und polygonaler Apsis. Grundriss und Aufbau orientieren sich an der etwa ein Jahrhundert älteren, in ihrer ursprünglichen Form aber nicht erhaltenen Bettelordenskirche San Domenico in Perugia.
Die weitgehend schmucklose Fassade orientiert sich zur Piazza Danti im Osten, während die eigentliche Schaufront sich auf der südlichen Langhausseite entwickelt. Hier führt eine breite Treppenanlage auf den Seiteneingang zu, hier steht das bronzene Denkmal des thronenden Papstes  Julius III. (Vincenzo Danti, 1555) und rechts daneben ragt aus der Wand eine kleine Kanzel, die aus älteren Teilen zusammengefügt wurde und auf der 1425 der Franziskanerheilige Bernhardin den Sienesen predigte. Seitlich des barocken Portals von 1568 sind die Anfänge der mit gotischen Vierpässen teppichhaft gemusterten, unvollendet gebliebenen Marmorverkleidung zu sehen, die 1335 vom Dom in Arezzo entwendet wurde. Weiter links schließen sich die vier Arkaden einer Loggia von 1423 an.

## Ausstattung
Die reiche Ausstattung der Hallenkirche entstammt überwiegend der Spätrenaissance und dem Frühbarock, die Bildfenster dem 16. und 19. Jahrhundert, die hoch ansetzenden Gewölbe wurden im späteren 18. Jahrhundert ausgemalt.
Die erste Kapelle im rechten Seitenschiff ist dem Hl. Bernhardin geweiht. Sie enthält die Kreuzabnahme von Federico Barocci (1569), eines seiner Hauptwerke, das mit seinen weichen Farbübergängen schon auf die Malkultur des 17. Jahrhunderts vorausweist. 1565 entwarf der flämische Maler Arrigo Fiammingo das Glasfenster mit der Bernhardinspredigt.
Ein großer Marmorprospekt von 1477 ist vor die Taufkapelle gesetzt.
Es folgt auf der rechten Seite die Sakramentskapelle mit einem Altarbild zum Pfingstthema von Cesare Nebbia (1536–1614).
Hinter dem schmiedeeisernen Gitter im ersten Seitenschiffsjoch links liegt die Josefskapelle, in ihr wird der legendäre Hochzeitsring der Muttergottes als Heiliger Ring in einem aufwändig vergoldeten Tabernakel verehrt.
Bemerkenswert sind ferner die Gemälde Martyrium des hl. Sebastian von Orazio Alfani (1576), Steinigung des Stephanus von Giovanni Baglione (1608), und Muttergottes umgeben von Heiligen von Giovanni Antonio Scaramuccia (1616). Von religiöser Bedeutung ist besonders die Madonna delle Grazie von Giannicola di Paolo am dritten Pfeiler rechts. Das Chorgestühl von 1486–1491 mit seinen hervorragenden Intarsien wurde 1985 durch Brand beschädigt.
Rechts des Presbyteriums ist die Sakristei gelegen, die Fresken dort sind aus den 1570er Jahren.